# Хунин-4
Хунин-4 - крупный нефтяной блок или участок нефтяном поясе Ориноко находящие на востоке Венесуэлы в штате Гуарико. Открыто в 2006 году.
На блоке Хунин-8 будет построен НПЗ в долине реки Ориноко.
Общие геологические запасы в блоке Хунин-4 составляют 36 млрд баррелей или 5,7 млрд тонн нефти.
Операторами разработки стали PDVSA c CNPC.